# كين وولي
كين وولي (بالإنجليزية: Ken Woolley)‏ هو مهندس معماري أسترالي، ولد في 29 مايو 1933، وتوفي في 11 ديسمبر 2015.